# Kur zielony
Kur zielony (Gallus varius) – gatunek ptaka z rodziny kurowatych (Phasianidae). Występuje na wyspach: Jawa, Bali, Komodo, Flores, Lombok i innych w archipelagu Małych Wysp Sundajskich. Nazywany również zielonym kurem dżungli lub kurem jawajskim. Nie wyróżnia się podgatunków.

## Morfologia
Wyraźny dymorfizm płciowy. Kogut większy, o długości ciała 70 cm, kolorowy. Pióra ciała od zielonych po czarne z metalicznym, zielonym połyskiem. Kura dużo mniejsza, o długości ciała 40 cm.

## Rozród
Samica składa od 6 do 10 jaj, które wysiaduje 21 dni. Młode opuszczają gniazdo po jednej nocy (zagniazdowniki). Samica sama opiekuje się pisklętami.

## Zachowanie i pożywienie
Kury zielone przebywają za dnia na ziemi wśród bambusów i krzewów. Większość czasu zbierają nasiona, owoce i drobne bezkręgowce. Sporadycznie żywią się gadami. W poszukiwaniu żywności odwiedza m.in. pola ryżowe. Nocą grupy ptaków szukają schronienia wśród bambusów kilka metrów nad ziemią.

## Status
Międzynarodowa Unia Ochrony Przyrody (IUCN) uznaje kura zielonego za gatunek najmniejszej troski (LC – least concern) nieprzerwanie od 1988 roku. Całkowita liczebność populacji nie została oszacowana, ale uznaje się go za ptaka lokalnie pospolitego w odpowiednich dla niego siedliskach w zasięgu występowania. Trend liczebności populacji jest stabilny.